# Xã Liberty, Quận Centre, Pennsylvania
Xã Liberty (tiếng Anh: Liberty Township) là một xã thuộc quận Centre, tiểu bang Pennsylvania, Hoa Kỳ. Năm 2010, dân số của xã này là 2.118 người.